# Abdoulaye Kanté
Abdoulaye Kanté (* 15. Mai 2005) ist ein ivorischer Fußballspieler.

## Karriere
Kanté begann seine Karriere beim Racing Club d’Abidjan. Im August 2024 wechselte er zum österreichischen Bundesligisten FK Austria Wien, bei dem er einen bis 2029 laufenden Vertrag erhielt. Bei der Austria sollte er zunächst als Kooperationsspieler Spielpraxis beim Partnerklub SV Stripfing sammeln.
Sein Debüt für Stripfing in der 2. Liga gab er im selben Monat, als er am vierten Spieltag der Saison 2024/25 gegen den SV Lafnitz in der Halbzeitpause für Kerim Abazovic eingewechselt wurde. Nach seiner Einwechslung erzielte er beim 2:2-Remis gleich seine erste beiden Zweitligatore für Stripfing.